# Nebelhorn
A Nebelhorn 2224 méteres tengerszint feletti magasságával az Allgäui-Alpok németországi részének legmagasabb pontja. Ennek ellenére csupán 47 méterrel emelkedik ki a tájból.
A hegy Oberstdorf falu mellett található. Felvonóval könnyen megközelíthető.

Képek
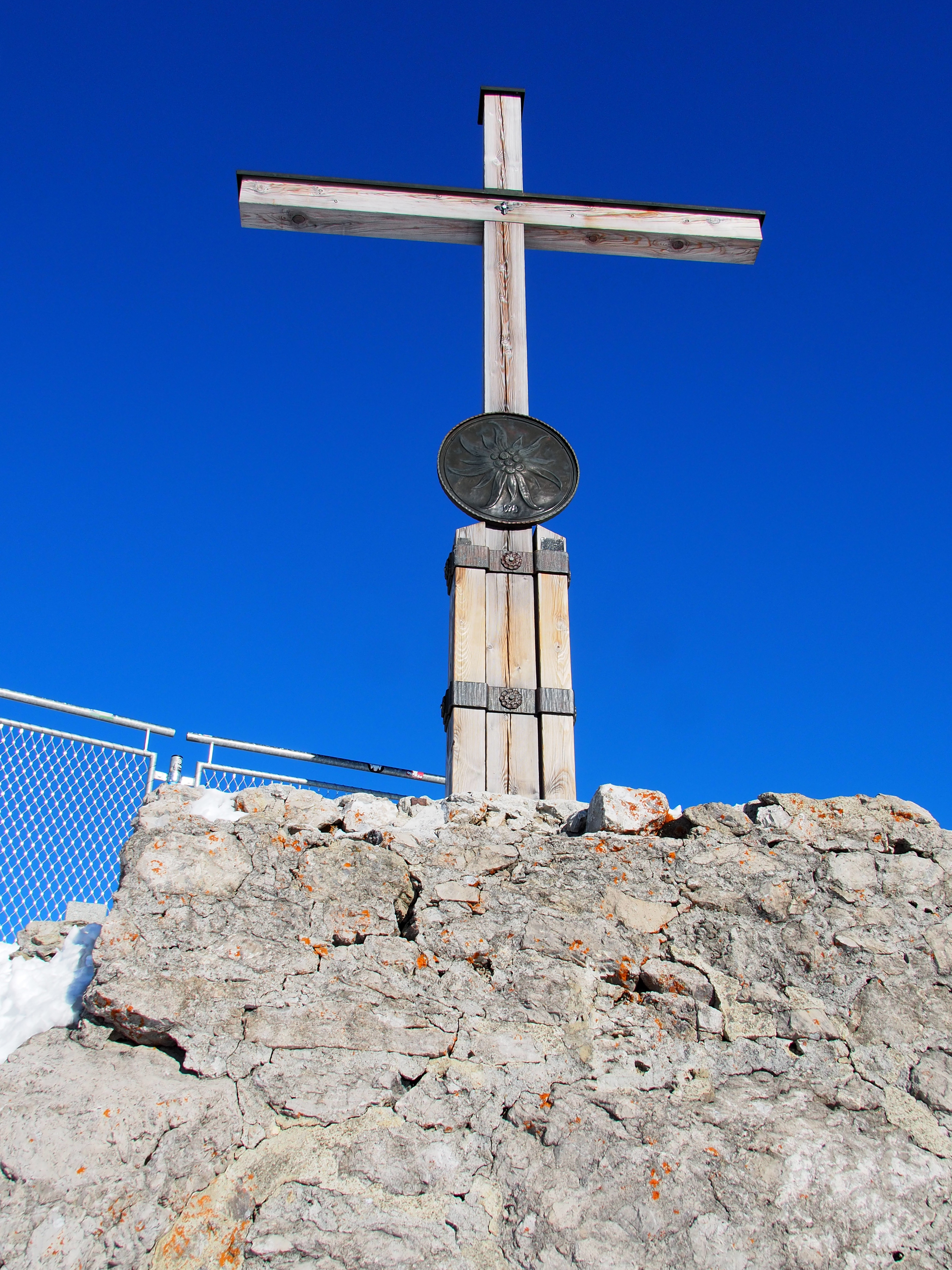
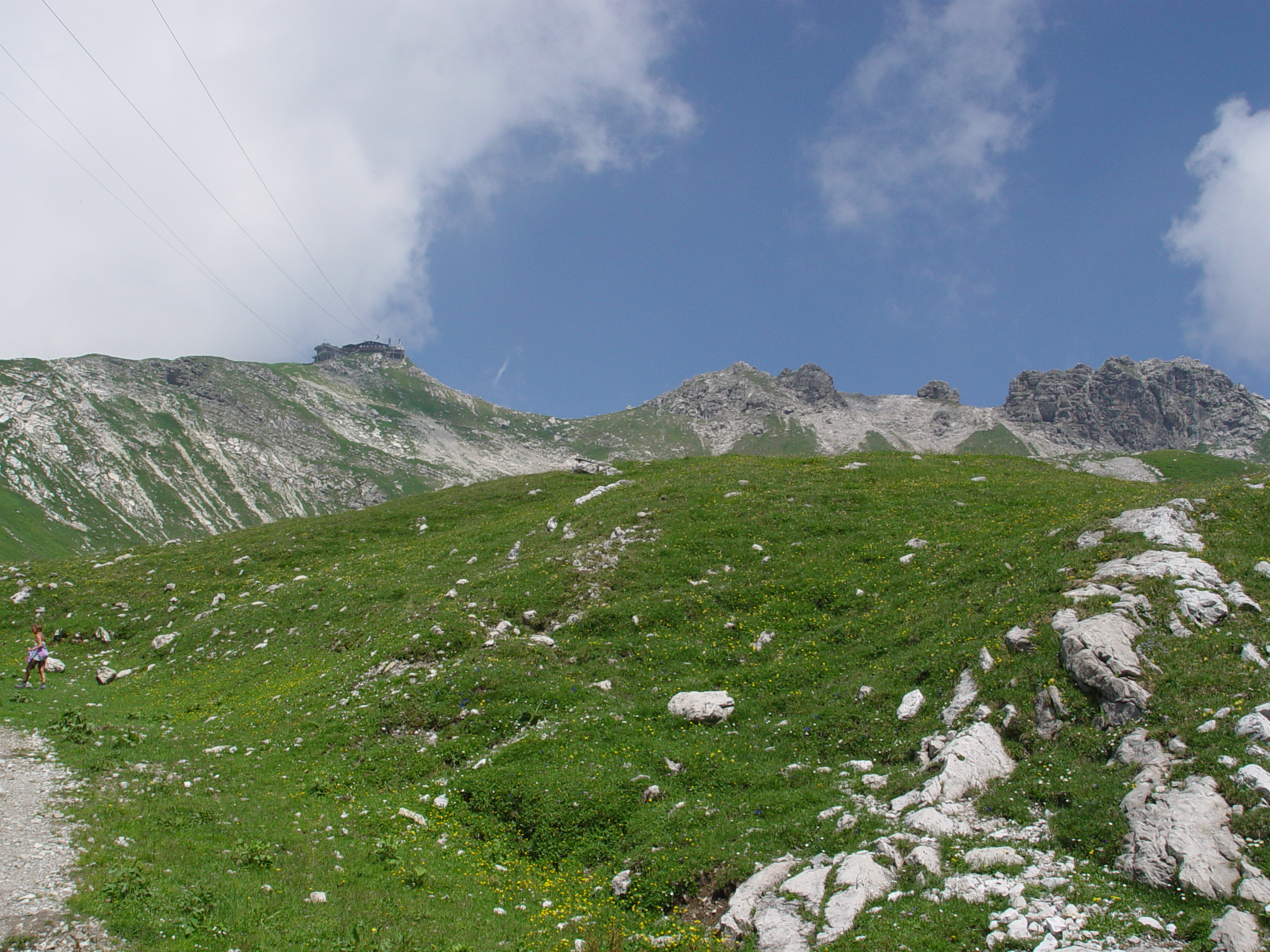
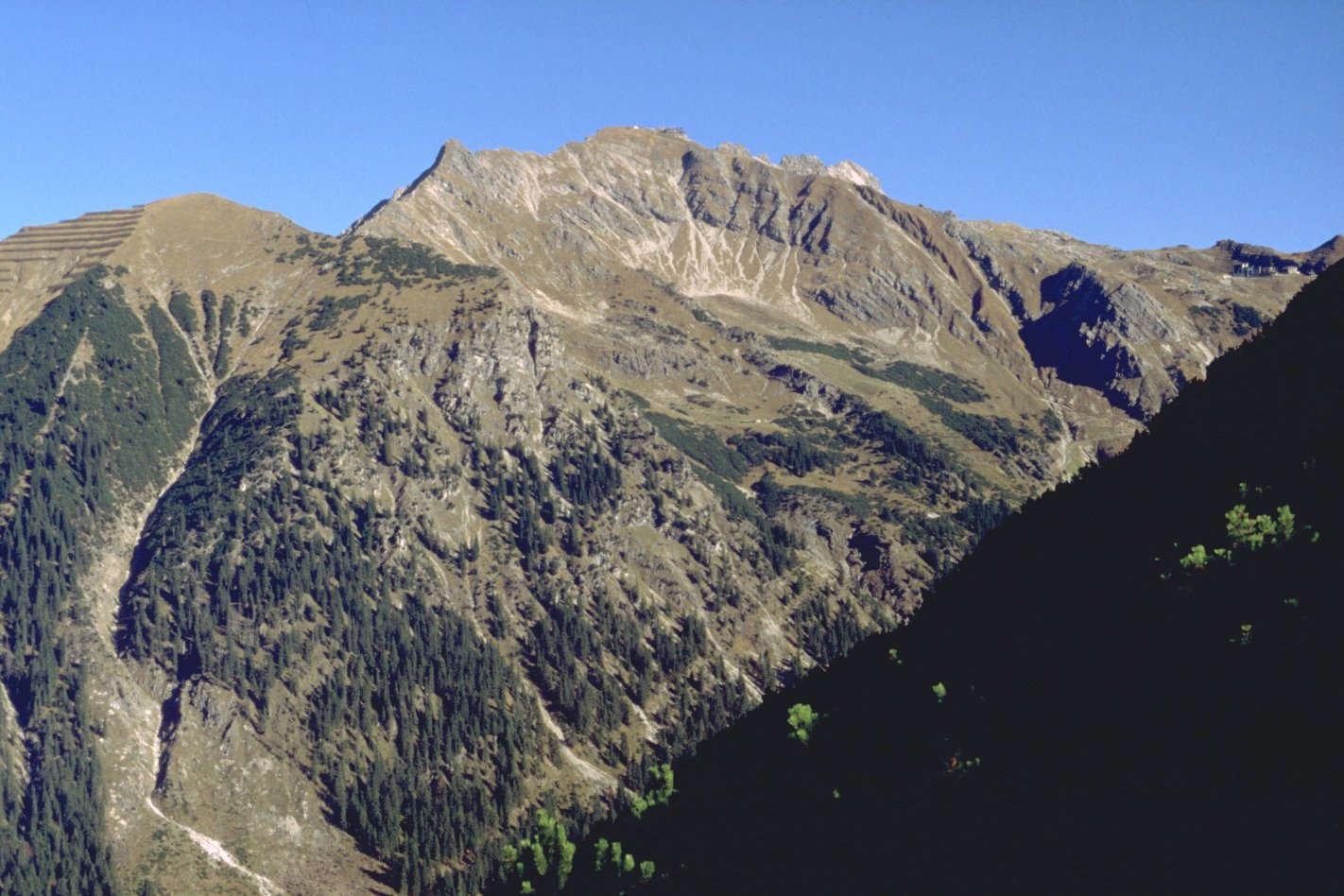
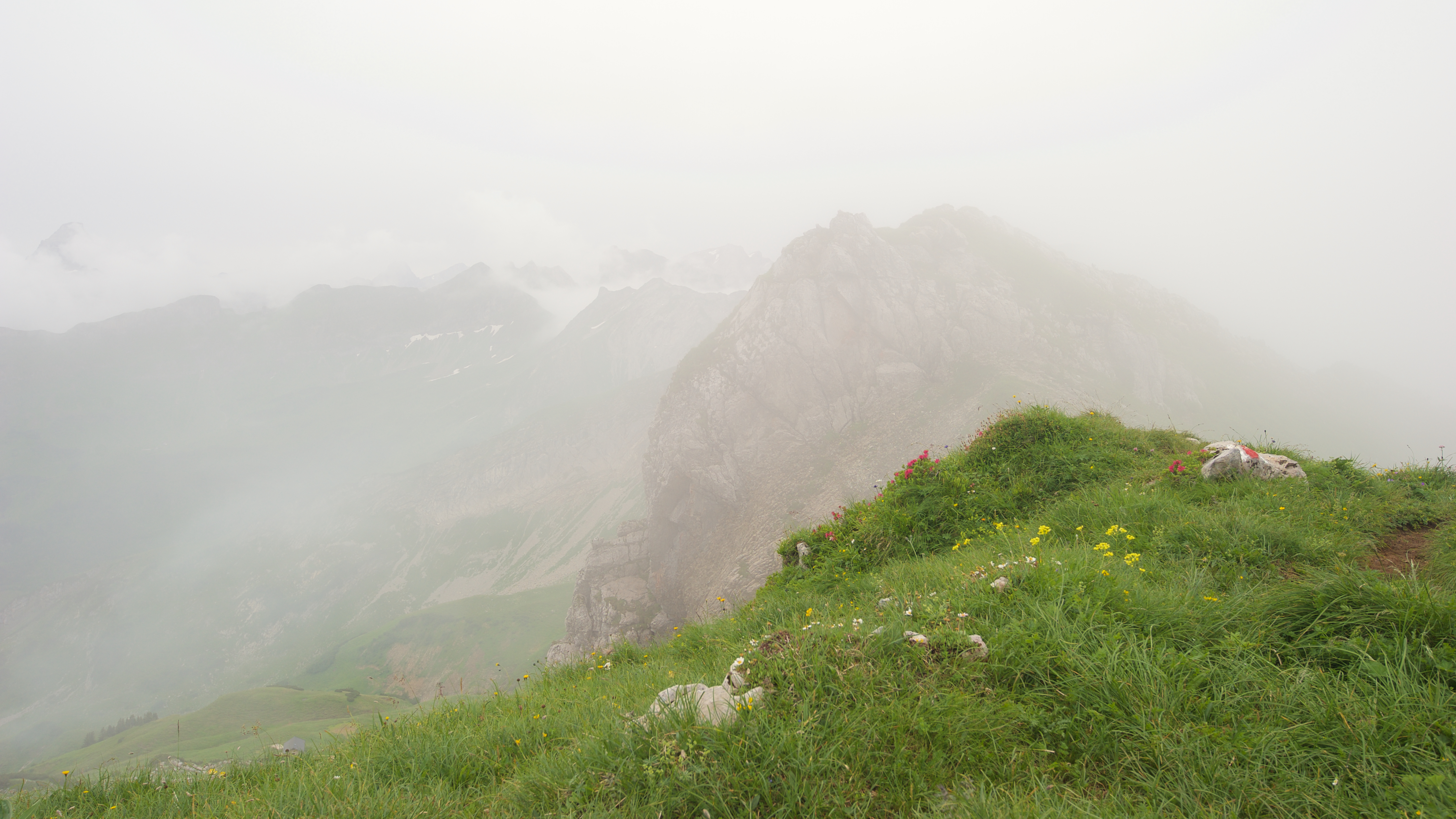
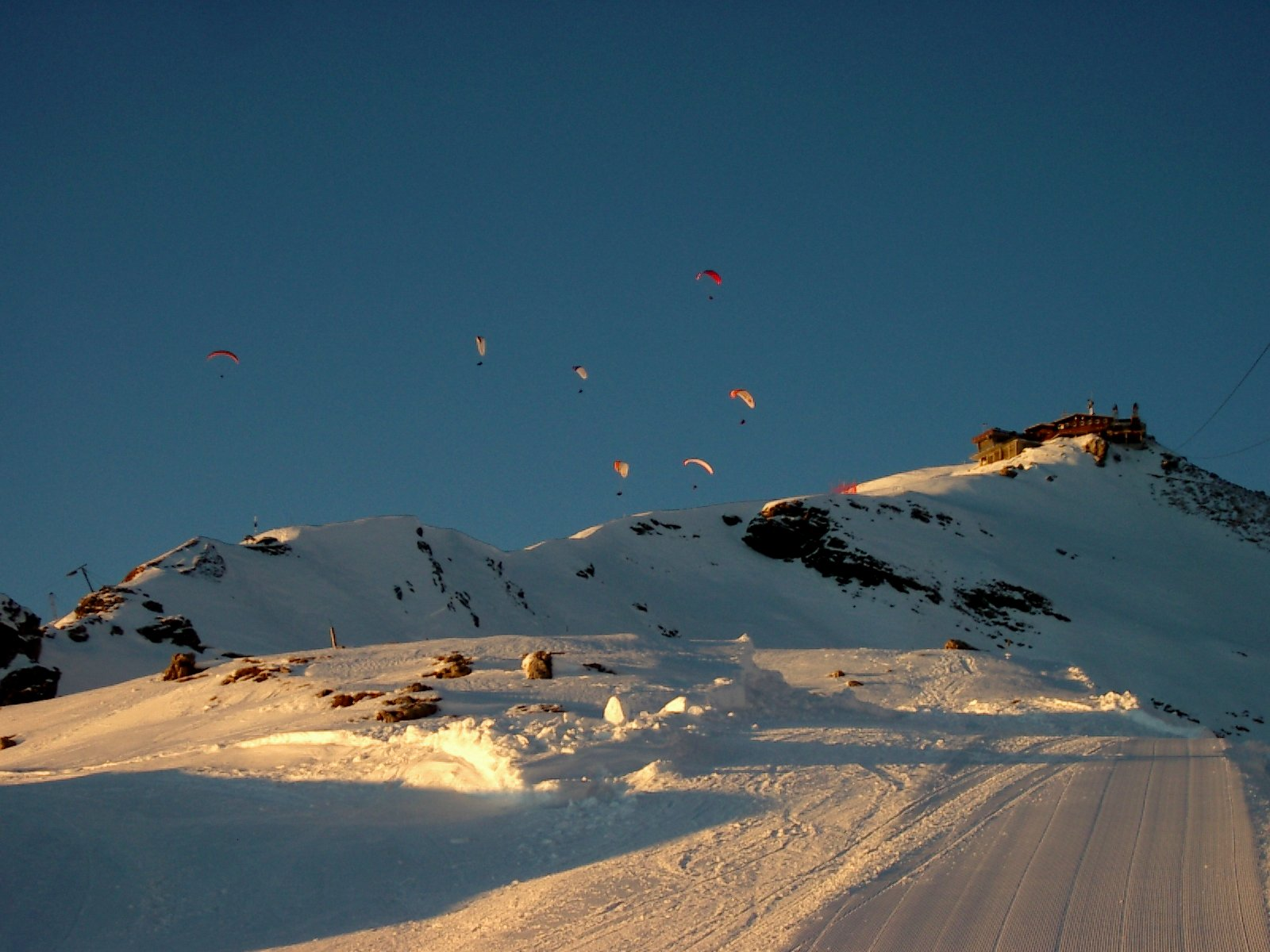
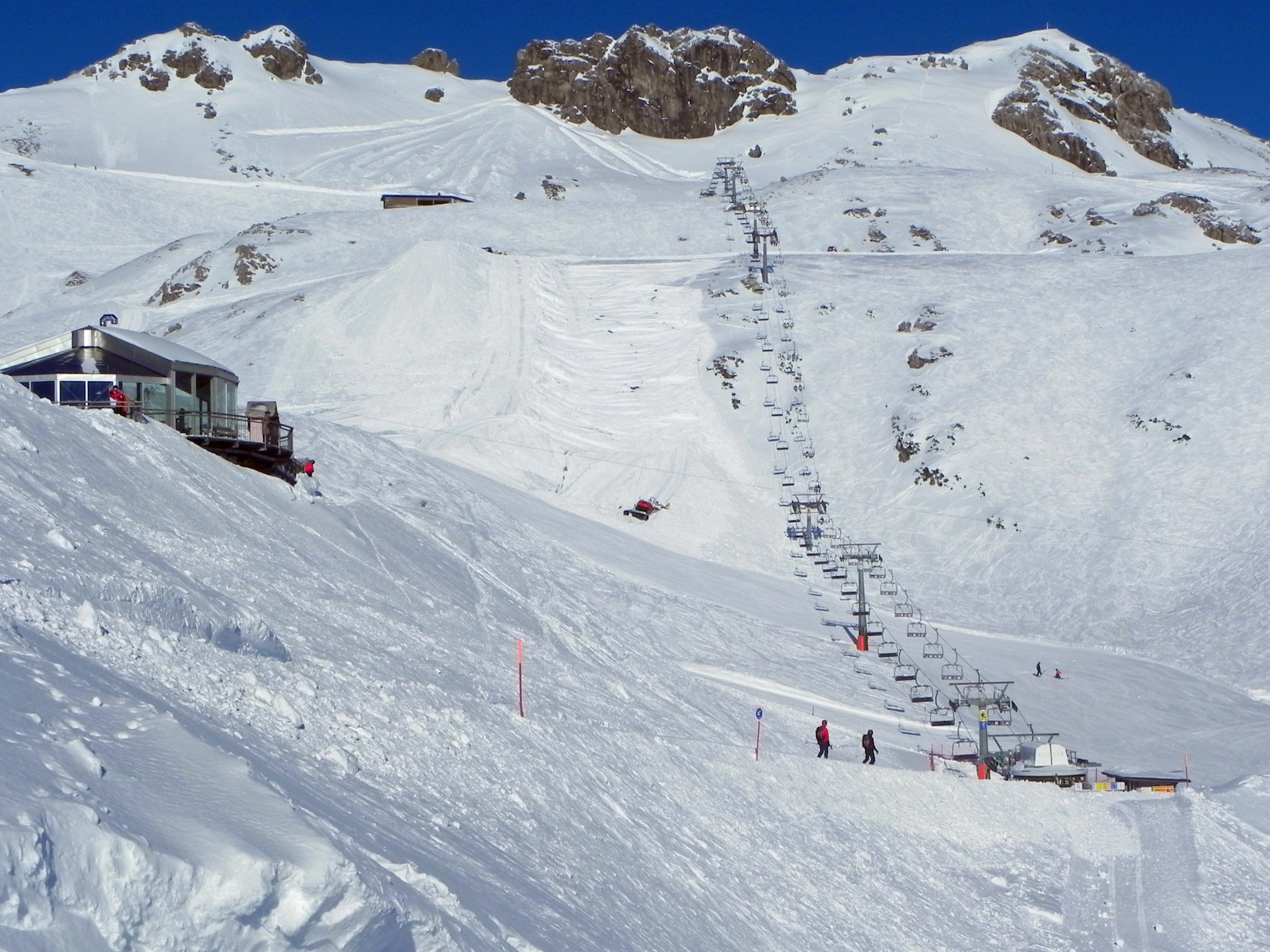
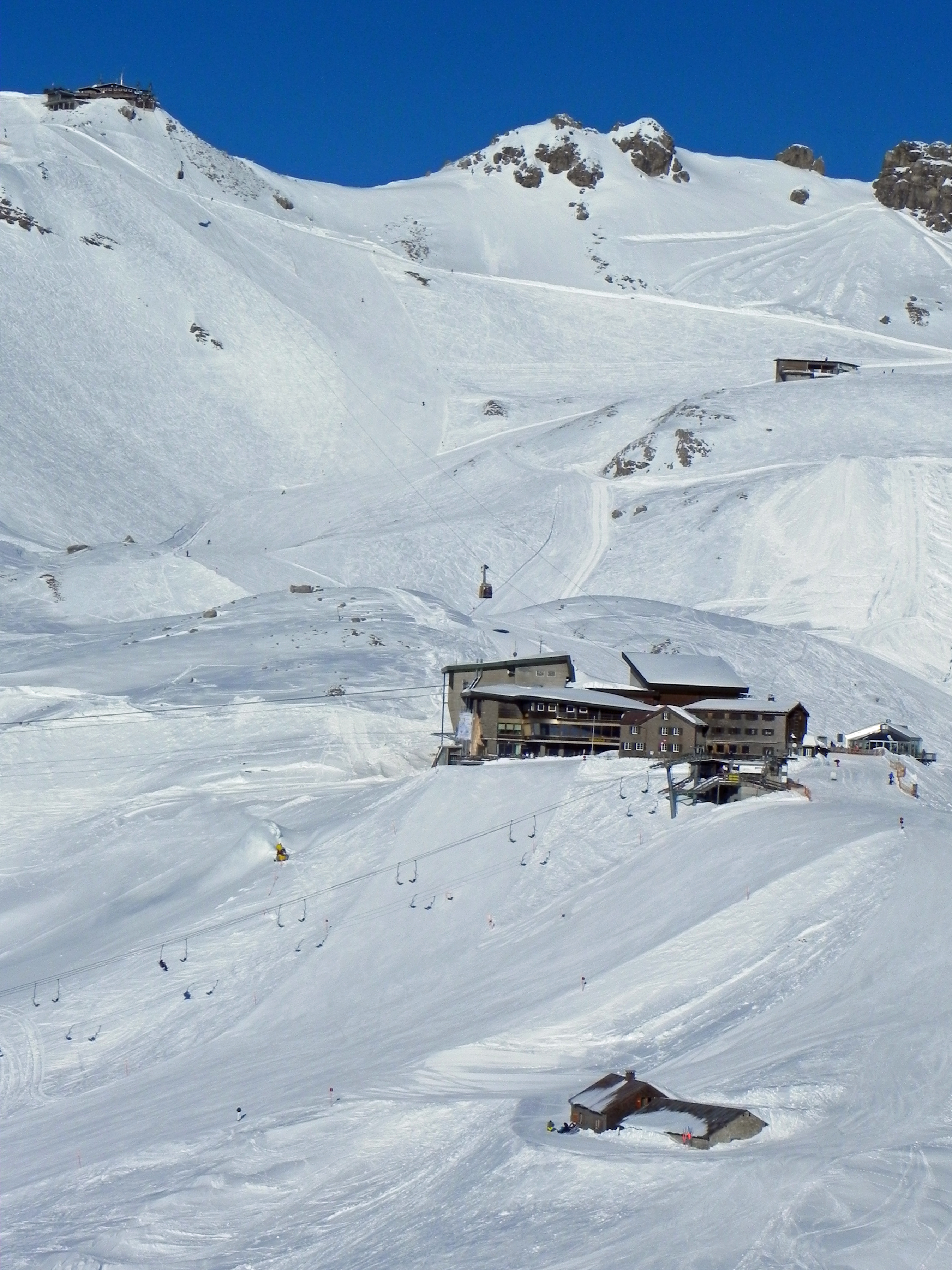
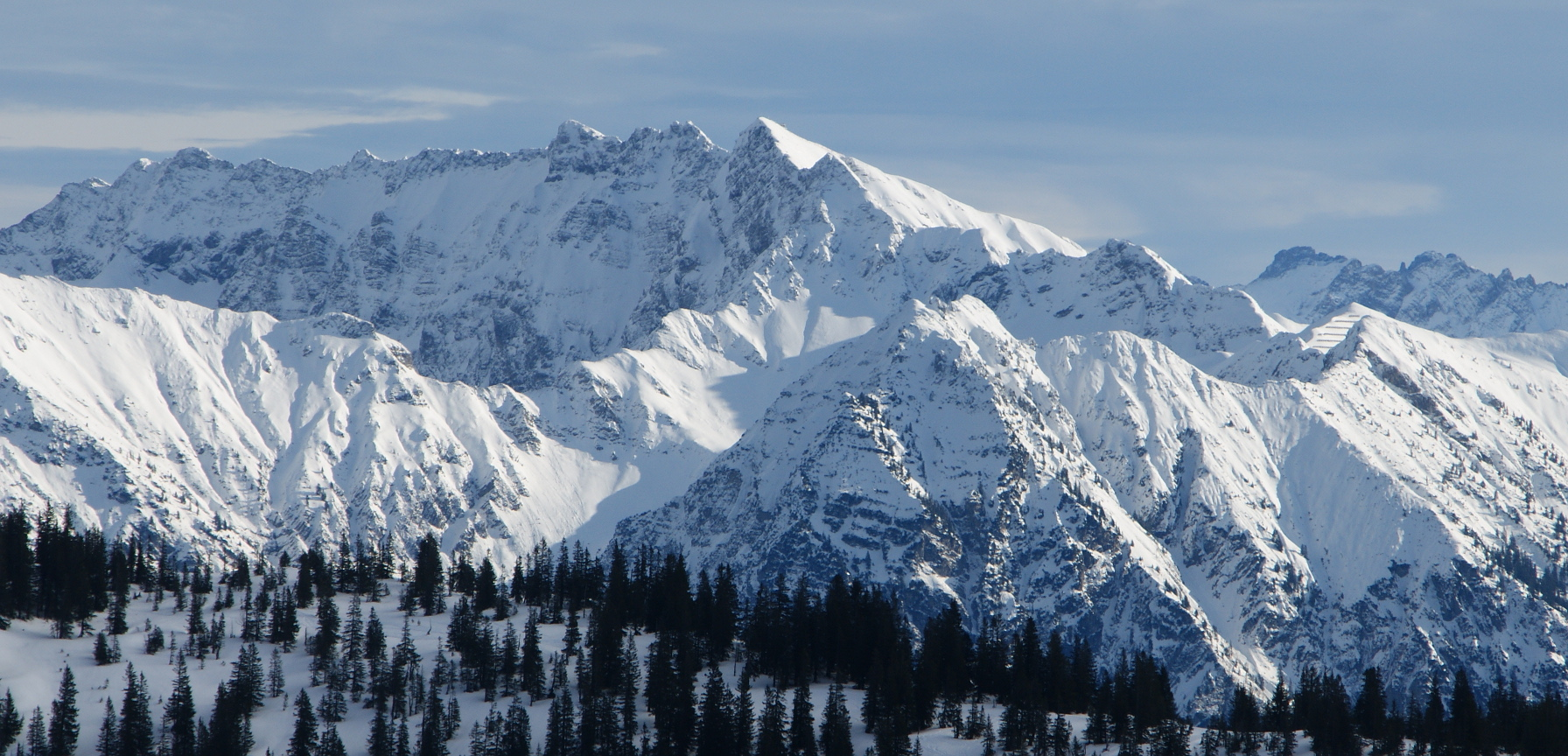
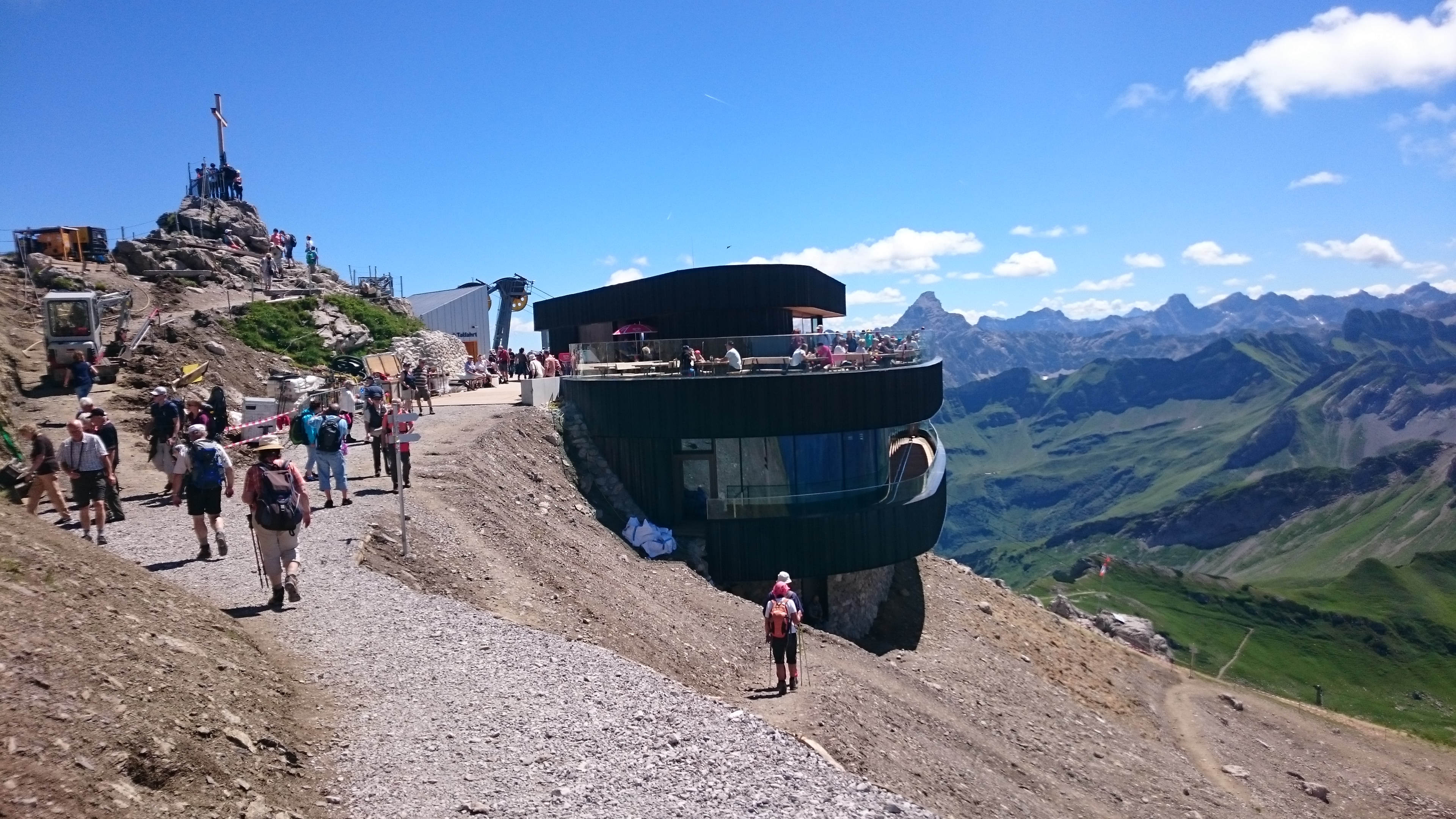
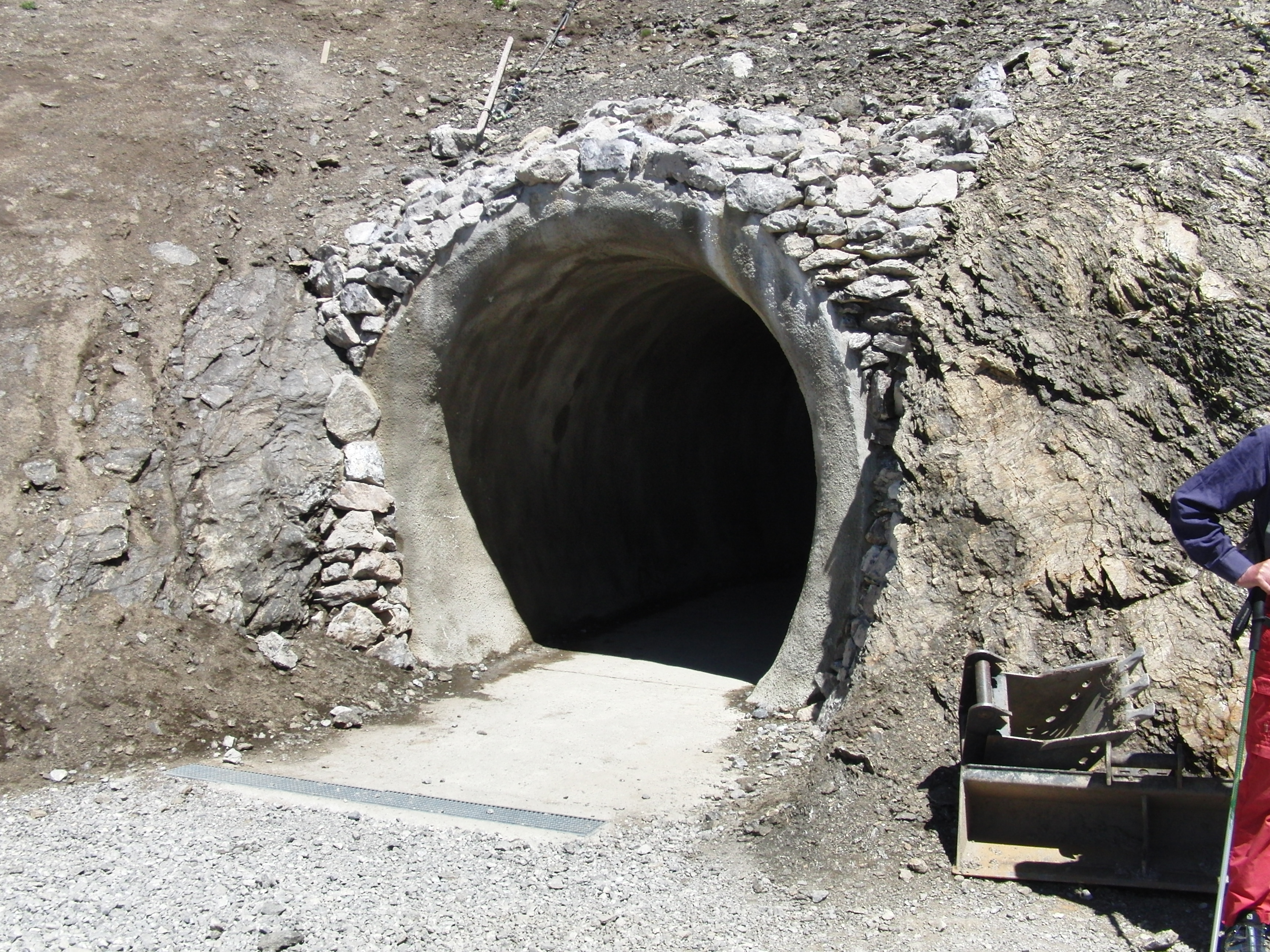
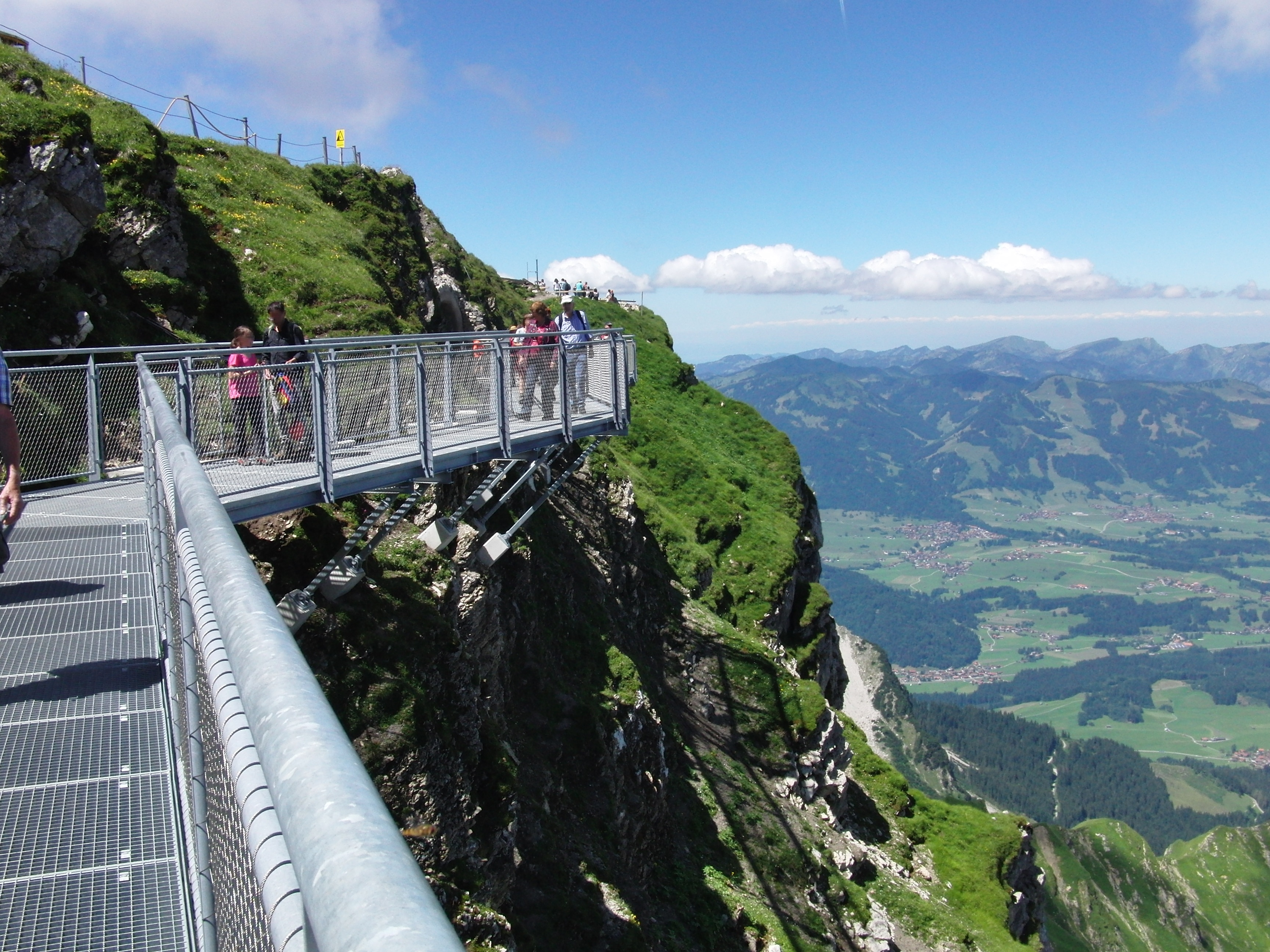